# Robert Ziegler

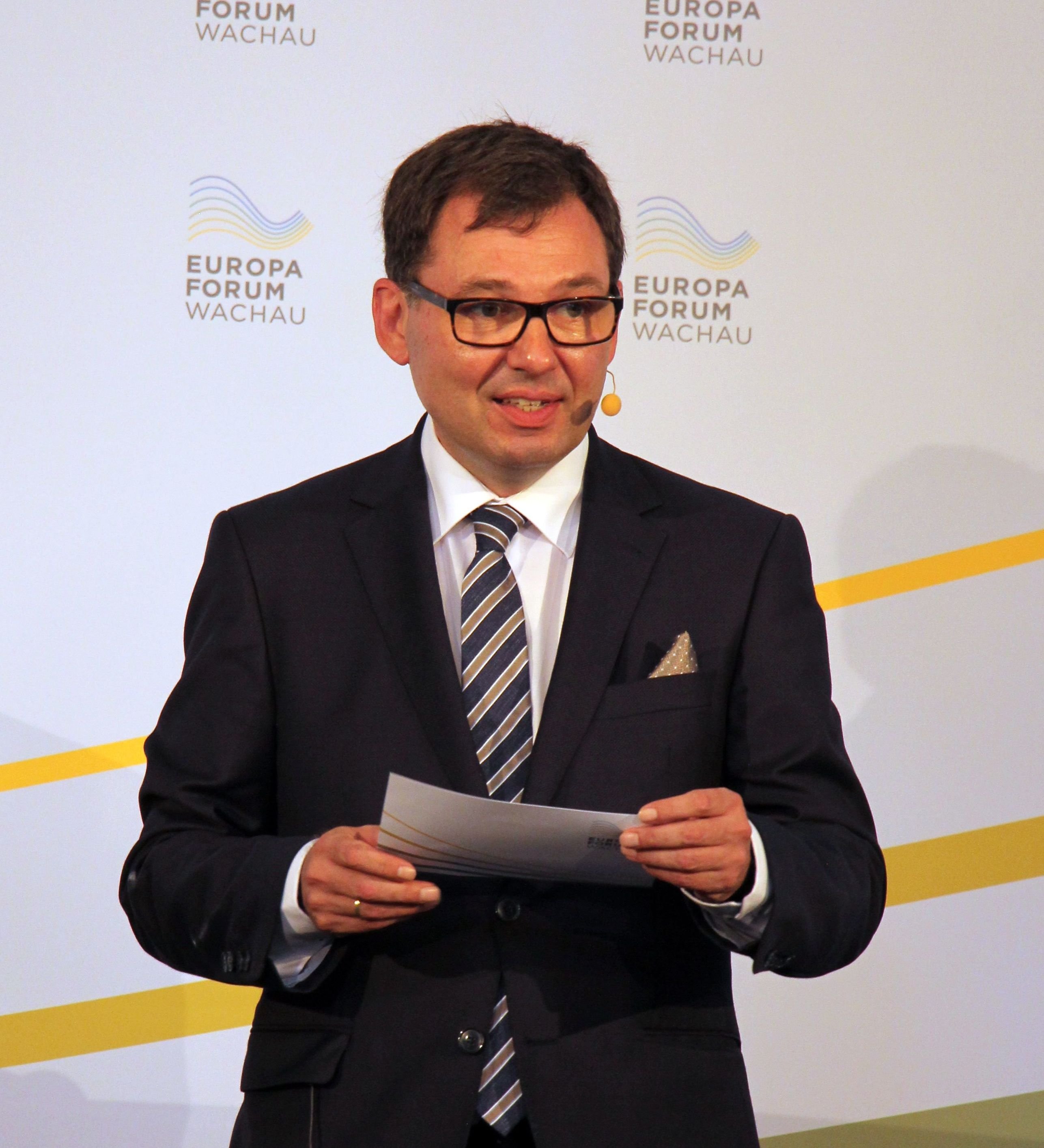
Robert Ziegler (2019)

Robert Ziegler (* 1967 in Wien) ist ein österreichischer Journalist und Fernsehmoderator. Von 2015 bis 2021 war er Chefredakteur des Österreichischen Rundfunks in Niederösterreich, wo er von Anfang 2022 bis Februar 2023 als Landesdirektor fungierte. Diese Funktion legte er nieder, nachdem Chats und Mails bekannt wurden, die auf eine weitreichende Einflussnahme der ÖVP Niederösterreich auf Ziegler hindeuten. Er wechselte im März 2023 innerhalb des ORF in die Hauptabteilung „Corporate Social Responsibility“, wo er den Bereich „Barrierefreiheit und Inklusion“ leitet.

## Leben
Robert Ziegler studierte zunächst Musik, begann aber in den 1990er-Jahren seine journalistische Laufbahn. Seit 1998 ist er für den Aktuellen Dienst des ORF-Landesstudios Niederösterreich tätig. Für die Nachrichten auf Radio Niederösterreich und die Fernseh-Nachrichtensendung Niederösterreich heute war er als Chef vom Dienst tätig, seit 2005 moderierte er die Sendung Niederösterreich heute.
Im Jahr 2010 wurde er stellvertretender Chefredakteur. Ab 2011 war er als ORF-Zentralbetriebsrat Mitglied des ORF-Stiftungsrats. 2012 wurde von ORF-Generaldirektor Alexander Wrabetz mit dem Projekt Landesstudio-Koordination betraut, um die Zusammenarbeit der neun Landesstudios auszubauen. Unter anderem wurden im Rahmen des Projekts Sendungen wie 9 Plätze – 9 Schätze umgesetzt.
Ab September 2015 war er Chefredakteur des ORF Niederösterreich. In dieser Funktion war er für Niederösterreich heute, die Radio-Nachrichten sowie den Internetauftritt noe.ORF.at verantwortlich. Er folgte in dieser Funktion Christiane Teschl nach, die in das ORF-Zentrum wechselte, um dort im Projektteam des ORF-Frühfernsehens (Guten Morgen Österreich) mitzuarbeiten.
Vom ORF-Stiftungsrat wurde er im September 2021 auf Vorschlag von Roland Weißmann als Nachfolger von Norbert Gollinger zum Landesdirektor des ORF Niederösterreich ab Jänner 2022 gewählt. Als Chefredakteur des ORF Niederösterreich folgte ihm Benedikt Fuchs nach. Zu seinem Nachfolger als Landesdirektor wurde im März 2023 Alexander Hofer gewählt.

## Vorwürfe
Im Dezember 2022, mehrere Wochen vor der Landtagswahl in Niederösterreich, wurden Vorwürfe erhoben, Ziegler habe in seiner Zeit als Chefredakteur im Landesstudio Niederösterreich durch „systematische Interventionen und ‚Pflicht‘-Interviews“ Einfluss auf die Berichterstattung des Landesstudios im Sinne der ÖVP Niederösterreich genommen. Die Tageszeitungen Presse und Standard sowie das deutsche Nachrichtenmagazin Der Spiegel berichteten darüber in ihren Online-Ausgaben unter Verweis auf interne Dokumente, Chats sowie Mails und sprachen von einer „ÖVP Niederösterreich, die den ORF für sich als Plattform nutzt“ bzw. dem „Sittenbild eines eng mit der Landespolitik verwobenen“ Rundfunks. Im Landesstudio in St. Pölten herrsche eine „beispiellose Distanzlosigkeit zwischen Journalismus und Politik“, sagte ein ORF-Mitarbeiter dem Spiegel. Als ein Beispiel nennt der Standard die Anordnung von Ziegler nach dem Attentat von Anders Breivik 2011: Dieser sei nicht als „christlicher Fundamentalist“ zu bezeichnen, sondern als „religiöser Fanatiker“ oder „Rechtsextremist“. In der Folge kam es zu einer juristischen Auseinandersetzung, die 2013 vom Verfassungsgerichtshof zugunsten von Ziegler entschieden wurde: Demnach dürfen ORF-Organe gegenüber Journalisten auf Bewertungen Einfluss nehmen, zumal bei unsicherer Tatsachenlage. Nicht erlaubt wäre dagegen die Anordnung, Tatsachen zu unterdrücken.
Die ORF-Generaldirektion teilte dazu mit, ORF-intern seien bisher keinerlei Beschwerden gegen den damaligen Chefredakteur Ziegler bekannt, auch nicht „die angeblichen Belege, auf die sich die heutigen Presse-Berichte stützen“. Selbstverständlich werde man den erhobenen Vorwürfen gegen Robert Ziegler nachgehen. Das neue Redaktionsstatut, das von Generaldirektor Roland Weißmann mit dem Redaktionsrat im Jahr 2022 verhandelt wurde, biete eine weitere Verbesserung für schon bisher vorhandene „starke Instrumentarien, die die Unabhängigkeit der Berichterstattung und seiner Redakteurinnen und Redakteure absichern“.
Der ORF-Generaldirektor setzte eine Kommission ein, die die Vorwürfe evaluieren soll. Sie begann ihre Tätigkeit unter der Leitung des früheren steirischen ORF-Landesdirektors Gerhard Draxler bereits am 21. Dezember 2022, wenige Tage nach der Veröffentlichung der Vorwürfe. Gleichzeitig wurde die Hörfunkdirektorin Ingrid Thurnher beauftragt, von Landesdirektor Robert Ziegler die Verantwortung für die aktuelle Berichterstattung zu übernehmen. In einer Aussendung erklärte Generaldirektor Weißmann, mit diesem Schritt sei „sichergestellt, dass die Redakteurinnen und Redakteure des ORF Niederösterreich unter der Leitung von Chefredakteur Benedikt Fuchs unbelastet ihrer journalistischen Arbeit nachkommen können“. Das rasche Eingreifen des Generaldirektors wurde nötig, da sich das Land bereits im Wahlkampf für die Landtagswahl in Niederösterreich am 29. Jänner 2023 befand, und jeder Eindruck einer unausgeglichenen Berichterstattung durch den ORF vermieden werden sollte. Die Vorwürfe bezogen sich jedoch zum größten Teil auf die Zeit Zieglers als Chefredakteur des Landesstudios Niederösterreich in den Jahren 2015 bis Ende 2021.
Anfang Februar 2023 stellte Ziegler sein Amt als Landesdirektor zur Verfügung, noch bevor die interne Untersuchungskommission ihren endgültigen Bericht zu Vorwürfen der Einflussnahme vorlegen konnte. Er begründete seinen Rücktritt mit einem gegenseitigen Vertrauensverlust zwischen ihm und der Redaktion des Landesstudios. Ziegler kam damit einem Antrag an den Stiftungsrat auf Abberufung als Landesdirektor zuvor, nachdem sich die Vorwürfe erhärtet hatten. Der Bericht der Evaluierungskommission wurde nicht veröffentlicht. Er sei als Entscheidungsgrundlage ausschließlich für Generaldirektor Weißmann bestimmt gewesen, um die Vertraulichkeit und Anonymität der Aussagen von ORF-Mitarbeiterinnen und Mitarbeitern zu wahren, gab dazu der ORF bekannt. Rund ein Jahr später, im September 2024, wurden Details veröffentlicht. Die Evaluierungskommission hatte 50 ORF-Mitarbeiter zu ihren Erfahrungen mit Ziegler befragt. Die Kommission hat dabei ein Fehlverhalten Zieglers, Verletzungen des ORF-Gesetzes und Verstöße gegen die Ausgewogenheit und Objektivität festgestellt.
Ziegler wechselte in die von Pius Strobl geleitete Hauptabteilung „Facility Management und Corporate Social Responsibility“. Dort ist er Abteilungsleiter für „Barrierefreiheit und Inklusion“. Er ist zuständig für den Ausbau der Barrierefreiheit der Programmangebote wie Untertitel, Gebärdensprache, Audiodeskription und Nachrichten in einfacher Sprache. Außerdem verantwortet er Projekte, die die Inklusion von Menschen mit Behinderung im Programm und als Mitarbeitende im ORF fördern.
Die Leitung des Landesstudios Niederösterreich wurde bis zur Bestellung des neuen Landesdirektors Alexander Hofer weiterhin durch Ingrid Turnher wahrgenommen.